# No Bullshit
No Bullshit è un brano musicale di Chris Brown estratto come secondo singolo dal mixtape realizzato in collaborazione con Tyga, Fan of a Fan, e dall'album di Brown, F.A.M.E..
Il video musicale prodotto per No Bullshit è stato diretto dai registi Maxim Bohichik & Alex Bergman.

## Il brano
No Bullshit è una slowjam R&B composta da Brown assieme a Kevin McCall, con una strumentale che unisce strumenti a percussione, accordi di pianoforte ed un flauto tenore, e parla in prima persona ad una ragazza con cui il cantante sta per passare una nottata intima.

## Tracce
CD-Singolo
1. Deuces (featuring Tyga & Kevin McCall) - 4:37
2. No Bulls**t - 4:07

## Classifiche
| Classifica (2011)         | Posizione massima |
| ------------------------- | ----------------- |
| Stati Uniti               | 62                |
| Stati Uniti (R&B/Hip-Hop) | 3                 |